# Anna Aksamit
Anna Teresa Aksamit z domu Smosarska (ur. 24 lutego 1952 w Chmielewie) – polska urzędniczka samorządowa i polityk, senator VIII kadencji.

## Życiorys
Absolwentka Wydziału Humanistycznego Akademii Podlaskiej w Siedlcach. W 2008 ukończyła studia doktoranckie w warszawskim Instytucie Pracy i Spraw Socjalnych. Na początku lat 70. kierowała biblioteką w swojej rodzinnej miejscowości. Od 1982 do 1990 była inspektorem w urzędzie miasta w Legionowie. Od lat 90. zatrudniona w Rejonowym Urzędzie Pracy (następnie Powiatowym Urzędzie Pracy) w Legionowie. W 2000 objęła stanowisko dyrektora tej jednostki, funkcję tę pełniła do 2011.
W wyborach w 2011 wystartowała do Senatu jako bezpartyjna kandydatka z ramienia Platformy Obywatelskiej w okręgu wyborczym nr 40, obejmującym północne powiaty podwarszawskie. Otrzymała 95 003 głosy (44,41%), co dało jej pierwsze miejsce i mandat senatorski. Wśród pokonanych przez nią kontrkandydatów znaleźli się m.in. Piotr Andrzejewski i Zbigniew Witaszek. W 2015 nie uzyskała senackiej reelekcji.

## Życie prywatne
Jest mężatką, ma dwoje dzieci. Zamieszkała w Zielonce.